# سيرجيو بيريز
سيرجيو بيريز (بالإسبانية: Sergio Pérez Leyva)‏ (15 مايو 1993 فيتوريا-غاستيز إسبانيا - ) هو لاعب كرة قدم إسباني يلعب كحارس مرمى.

## روابط خارجية
- سيرجيو بيريز على موقع قاعدة بيانات كرة القدم.إي يو (الإنجليزية)
- سيرجيو بيريز على موقع Soccerway.com (الإنجليزية)
- سيرجيو بيريز على موقع AS.com (الإسبانية)